# Sanç d'Olèrdola
Sanç d'Olèrdola, Sanç Berenguer o Sanç de Lluça († d. 6 març 1058), era el fill petit de Berenguer Ramon I amb la seva primera esposa Sança de Castella.
El 1035, essent encara menor d'edat, va heretar del seu pare el territori fronterer que anava des del Llobregat fins a la terra dels musulmans, constituït com a comtat del Penedès amb capital a Olèrdola.
Tant ell com els seus germans Ramon Berenguer I i Guillem I d'Osona eren encara menors d'edat i quedaren sota la tutela de la seva àvia Ermessenda de Carcassona que feu de regent i que era l'única representant efectiva del poder comtal a Barcelona, Girona, Osona i el Penedès entre 1035 i 1041.
Finalment va renunciar a la seva herència a favor del seu germà gran Ramon Berenguer I el 1053 i a continuació va entrar al monestir de Sant Benet de Bages com a prior.